# Općina Tabor
Općina Tabor (slo.:Občina Tabor) je općina u središnjoj Sloveniji u pokrajini Štajerskoj i statističkoj regiji Savinjskoj. Središte općine je naselje Tabor s 333 stanovnika.

## Zemljopis
Općina Tabor nalazi se u središnjem dijelu Slovenije, u krajnje jugozapadnom dijelu pokrajine Štajerske. Općina se smjestila u zapadnom dijelu Celjskog polja. Sjeverni dio općine je dolina rječice Matnišnice. Južno se uzdiže planina Goljava.
U nižem dijelu općine vlada umjereno kontinentalna klima, dok u višem dijelu vlada njena oštrija, planinska varijanta. Najvažniji vodotok u općini je rječica Matnišnica. Svi ostali vodotoci su mali i njeni su pritoci.

## Naselja u općini
Črni Vrh, Kapla, Tabor, Loke, Miklavž pri Taboru, Ojstriška vas, Pondor

## Vanjske poveznice
- Službena stranica općine